# Jardín de los Sueños (Nepal)
El Jardín de los Sueños (en nepalí: स्वप्न बगैंचा) También, el Jardín de seis estaciones, es un jardín histórico neoclásico en Katmandú, la capital del país asiático de Nepal, construido en 1920. Diseñado por Kishore Narshingh, consta de 6.895 metros cuadrados (74.220 pies cuadrados) de jardines con tres pabellones, un anfiteatro, estanques , pérgolas, y urnas. Desde mediados de la década de 1960, tras la muerte de su fundador, Kaiser Sumsher Rana, yacía en el abandono, pero recientemente fue restaurado con la ayuda del gobierno austríaco.
El estilo formal y axial de los elementos arquitectónicos, contrasta con la plantación más informal y natural - una yuxtaposición coherente con la de los jardines creados en Inglaterra durante el reinado de Eduardo VII. Construido en 1920, el jardín era muy moderno en su época, comparable al de otros diseños de jardín en el primer cuarto del siglo XX. La sofisticación arquitectónica de los pabellones individuales sugiere que fueron inspirados por libros de patrones, con adaptaciones locales menores. Alrededor de las áreas de plantación a lo largo del perímetro de la ruta están hundidos jardines de flores con grandes lagunas en su centro.

Jardín de los Sueños
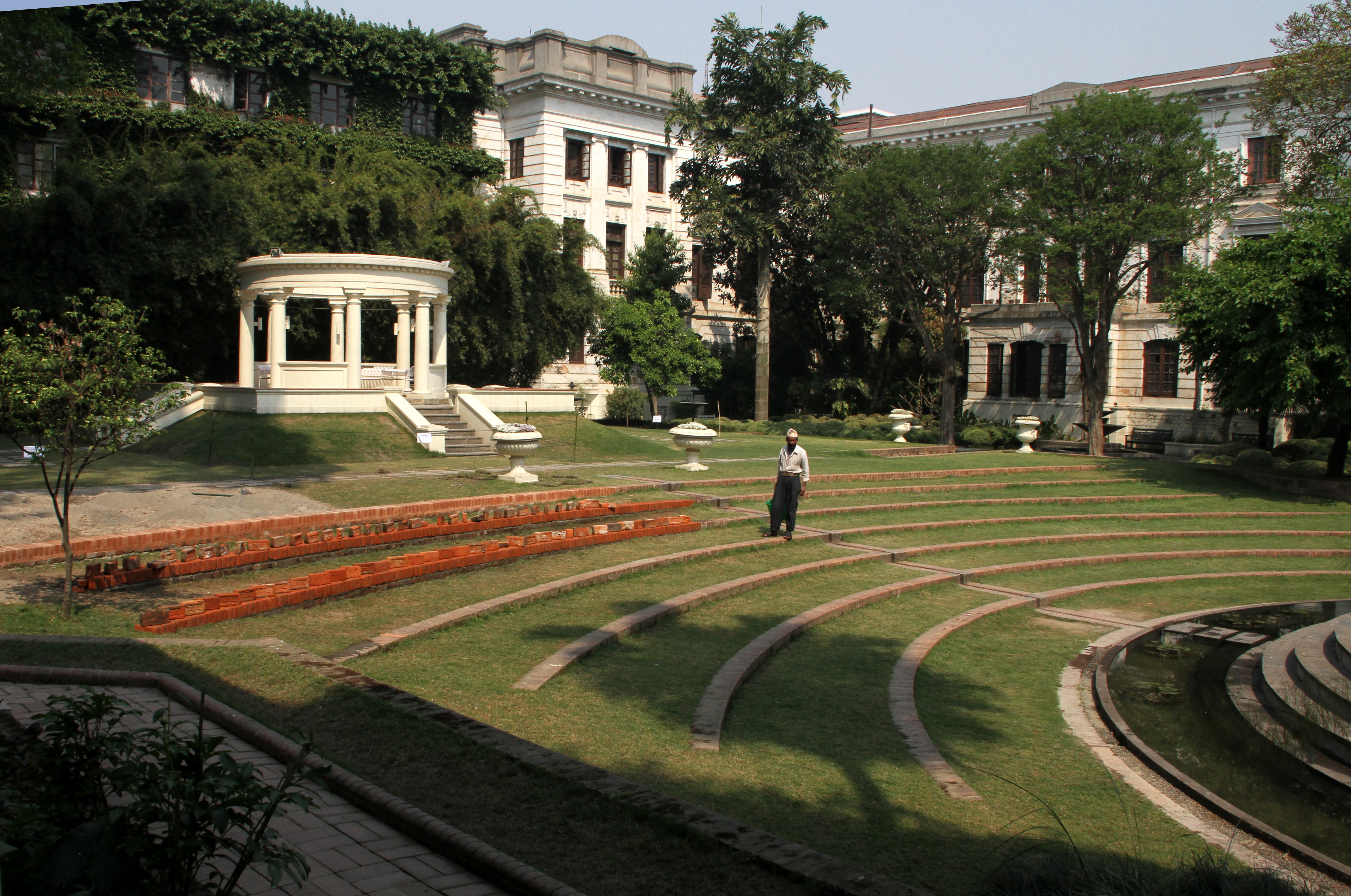
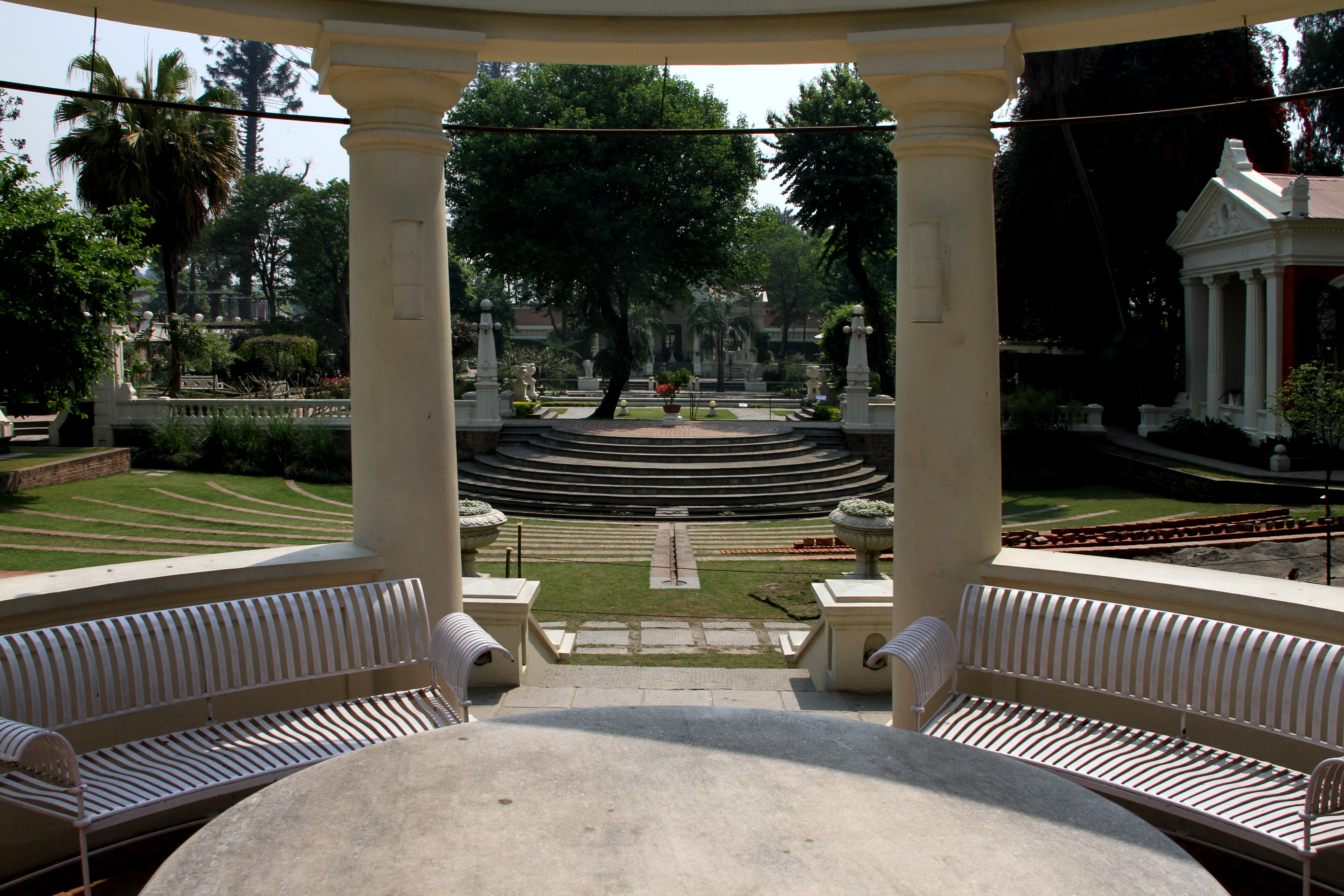
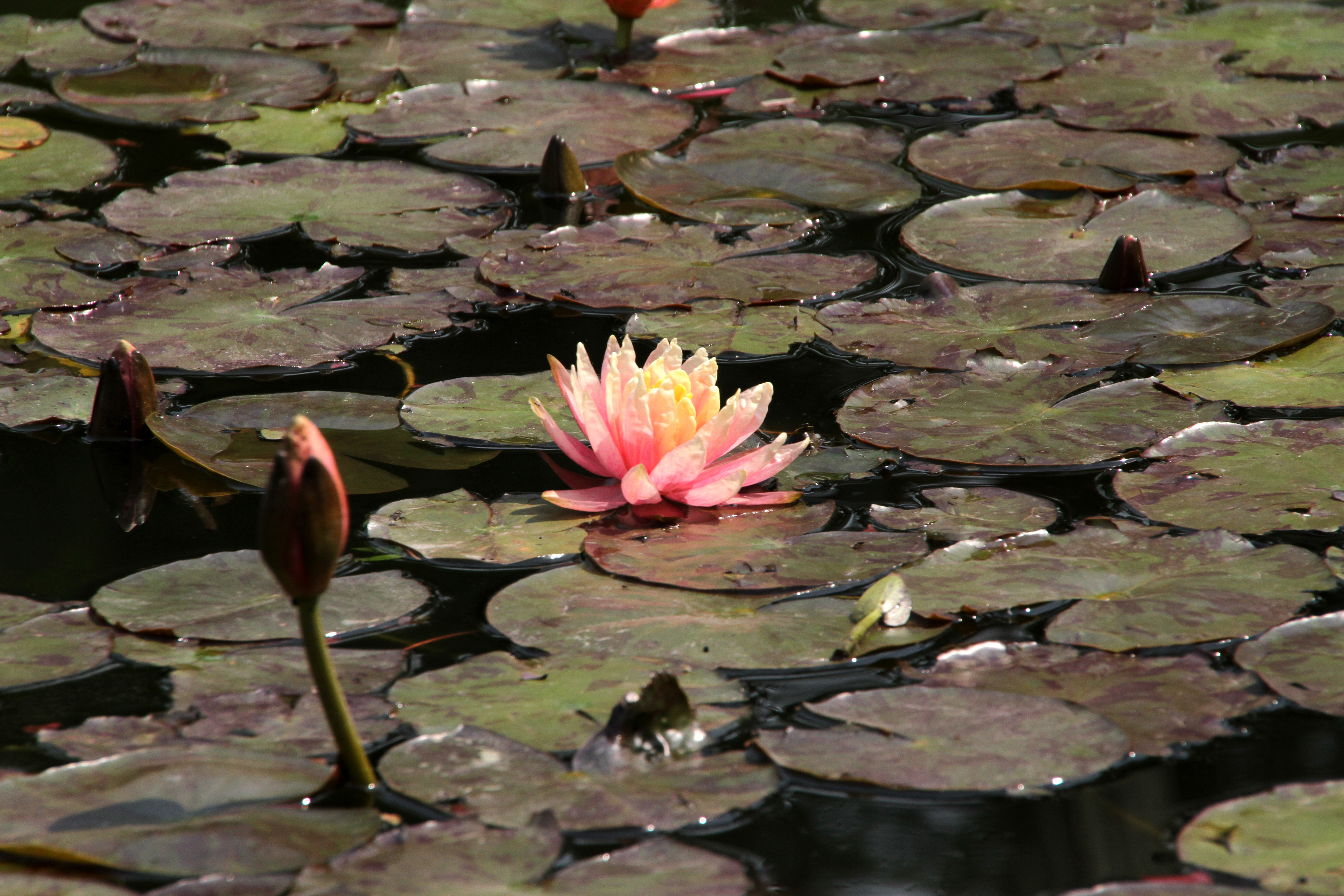
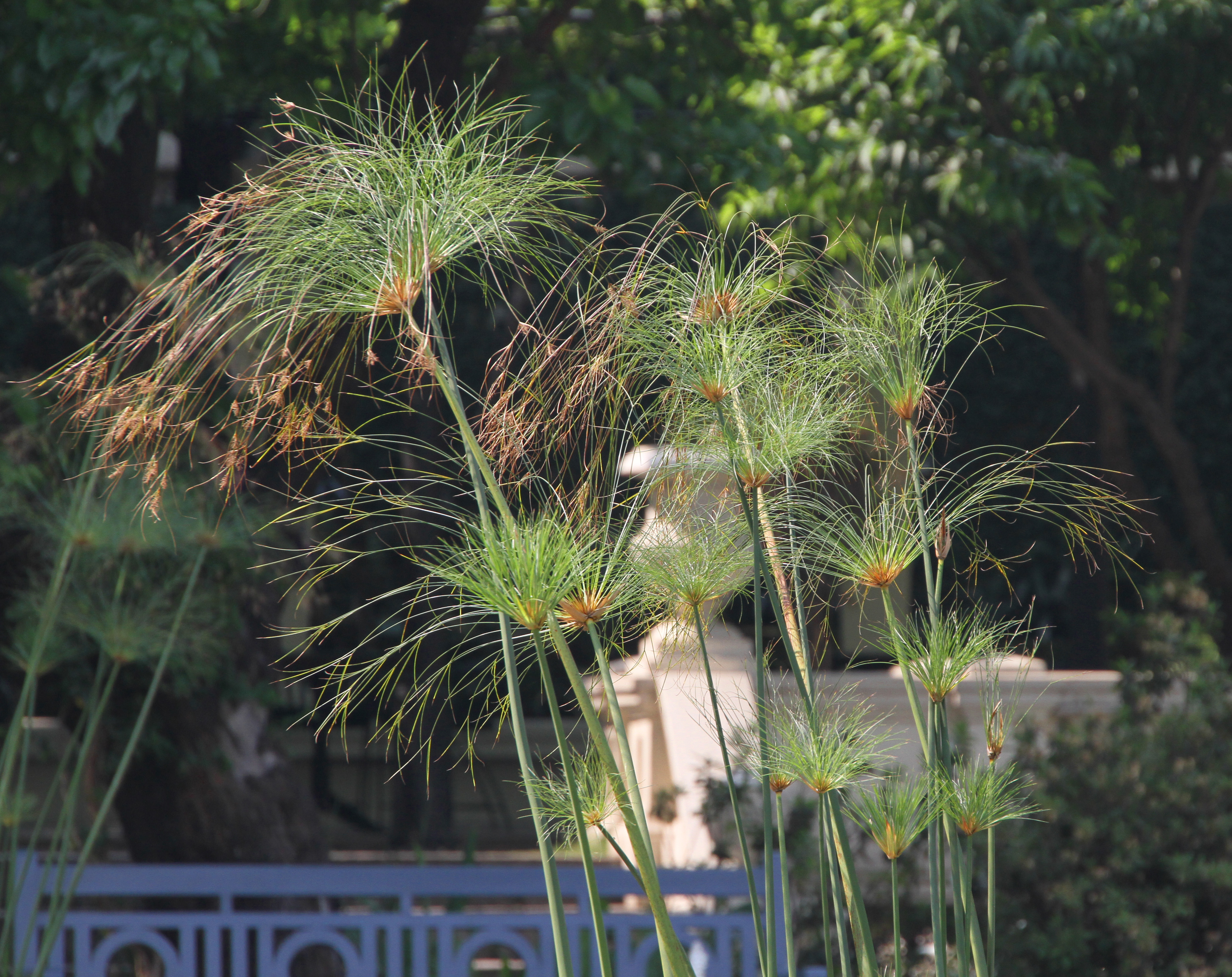
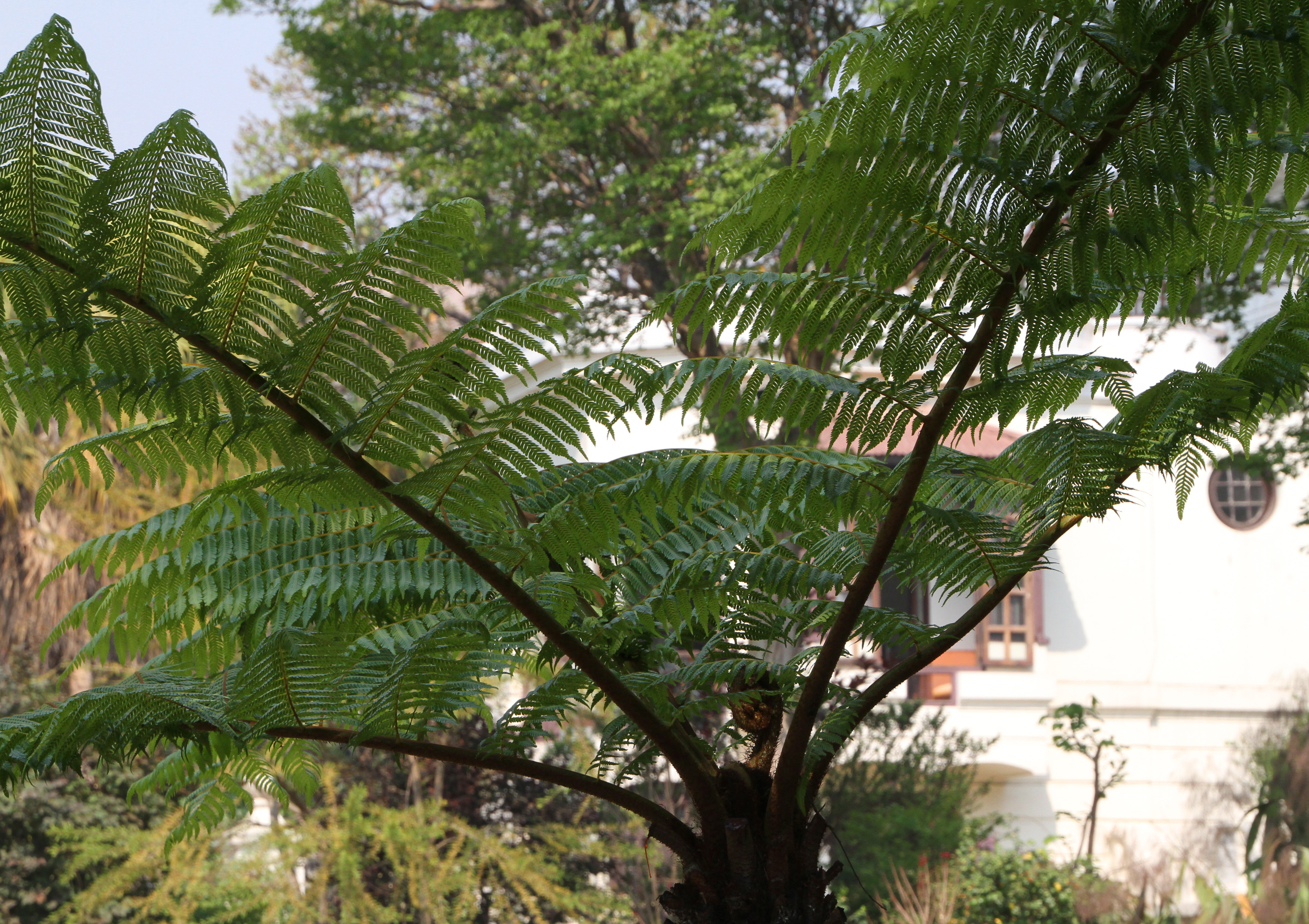
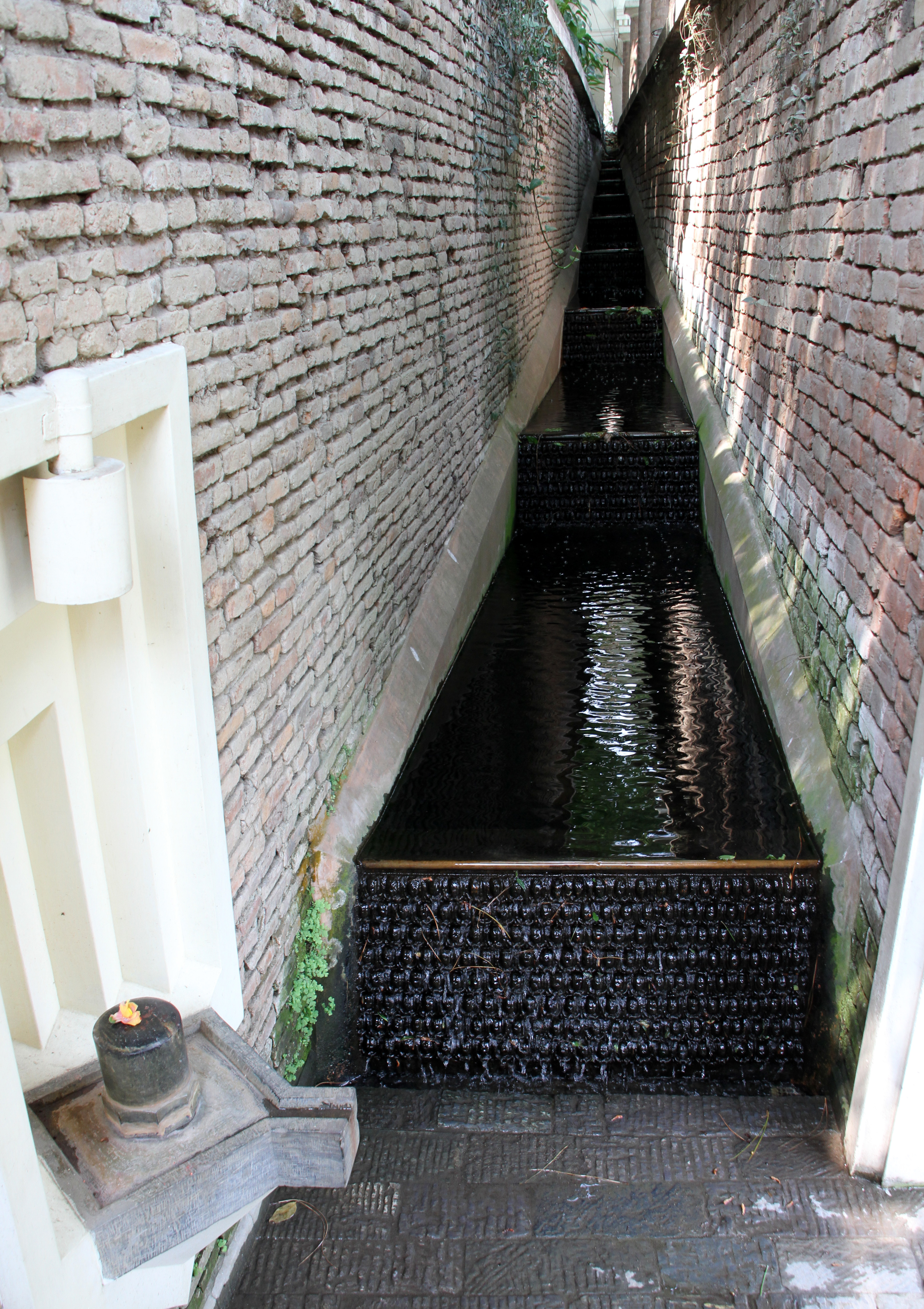
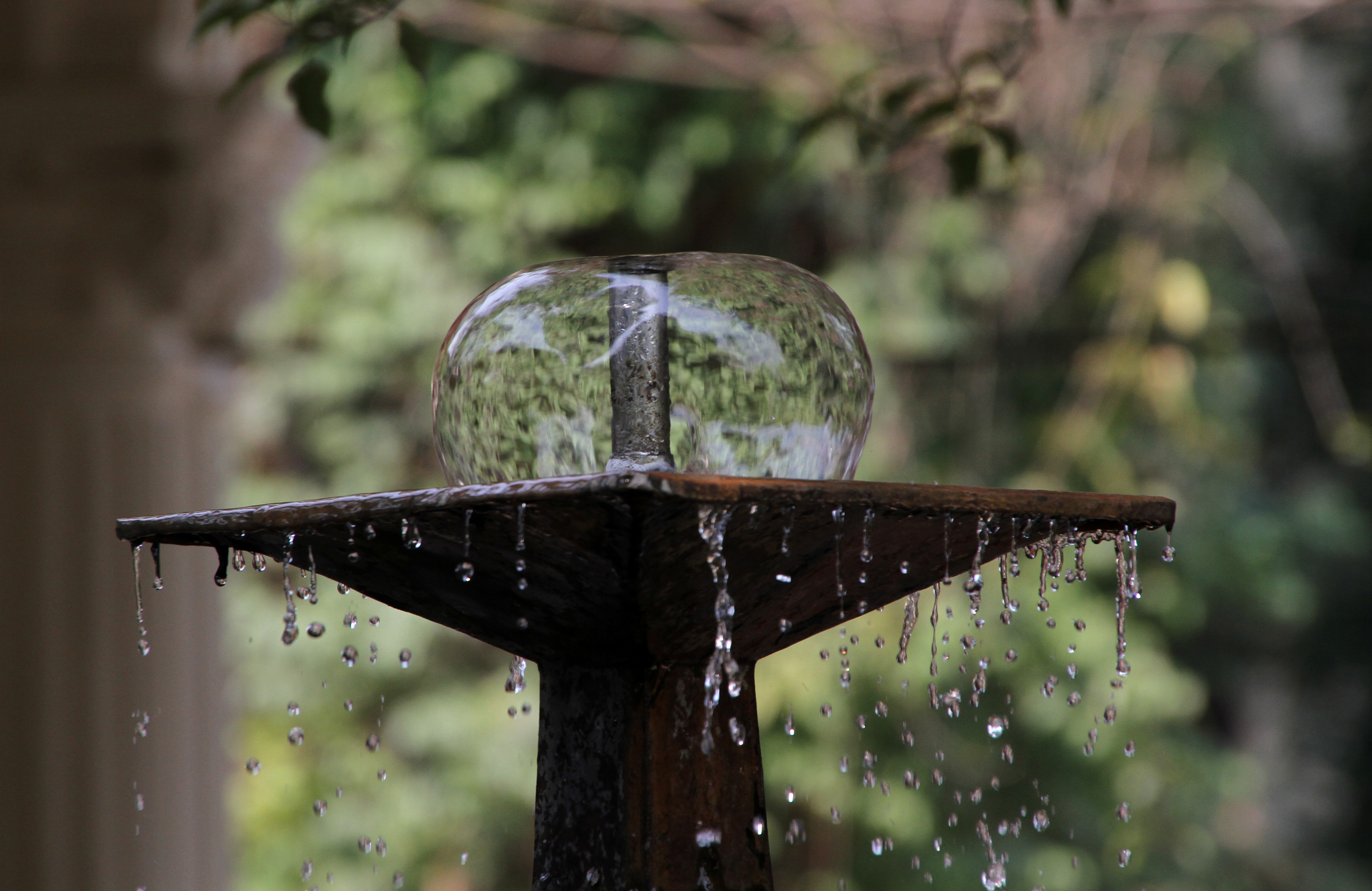